# Messimy
Messimy település Franciaországban, Rhône megyében. Lakosainak száma 3565 fő (2022. január 1.). Messimy Soucieu-en-Jarrest, Thurins, Yzeron, Brindas és Vaugneray községekkel határos.

## Népesség
A település népességének változása:
| Lakosok száma | 3366 | 3387 | 3455 | 3381 | 3392 | 3402 | 3523 | 3543 | 3565 |
|               | 2013 | 2015 | 2016 | 2017 | 2018 | 2019 | 2020 | 2021 | 2022 |